# Бердянский сельский совет (Харьковская область)
Бердя́нский сельский совет — входит в состав Зачепиловского района Харьковской области Украины.
Административный центр сельского совета находится в селе Бердянка.

## История
- 1923 — дата образования.

## Населённые пункты совета
- село Бердя́нка
- село Першотра́вневое
- село Ма́йское[2][3][4][5]
- село Вишнёвое